# Referéndum en los Países Bajos sobre el Acuerdo de Asociación entre Ucrania y la Unión Europea

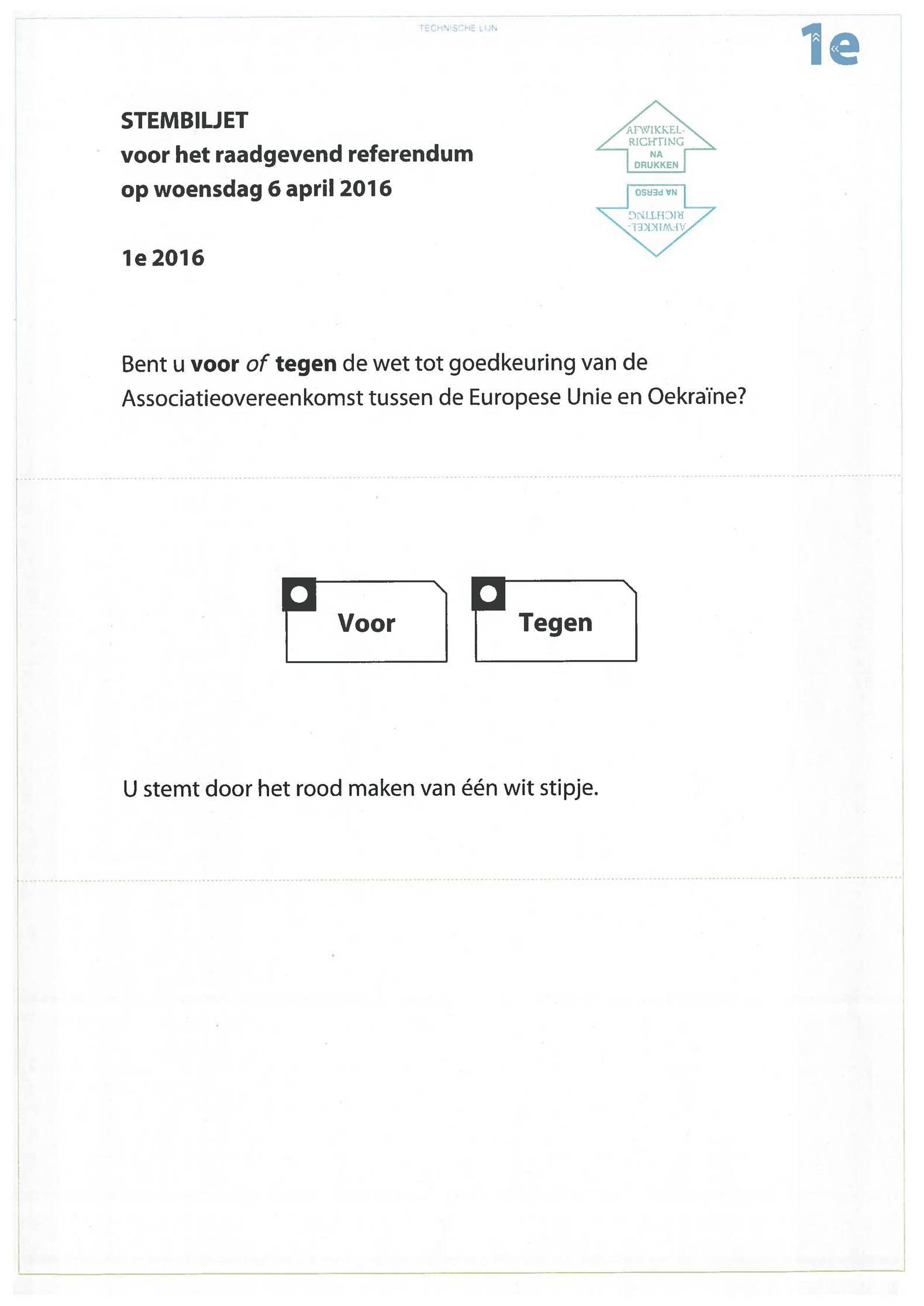
Boleta de elección del referéndum

El 6 de abril de 2016 se celebró en los Países Bajos un referéndum sobre el Acuerdo de Asociación entre Ucrania y la Unión Europea. La consulta, de carácter no vinculante, consistió en responder «a favor» o «en contra» a la pregunta: «¿Está usted a favor o en contra del Acta de Aprobación del Tratado de Asociación entre la Unión Europea y Ucrania?» (en neerlandés: Bent u voor of tegen de wet tot goedkeuring van de Associatieovereenkomst tussen de Europese Unie en Oekraïne?). En contra fue la opción vencedora del plebiscito.

## Resultados
Con un porcentaje de participación del 32,2 % del censo registrado, alrededor del 38 % de los votantes respondieron afirmativamente a la pregunta y alrededor de un 61 % respondieron negativamente.